# トムス・86C
トムス・86Cは、1986年全日本耐久選手権（後のJSPC）、およびル・マン24時間レース参戦用に、童夢が開発したグループCカー。童夢・86Cは同型の姉妹車。

## 概要
アルミ製モノコック、 直4シングルターボ、フロントラジエーターといった童夢・84Cから続く基本パッケージを持つ、トヨタ系グループCカーの1986年仕様車。85Cと比較すると、外観はヘッドライトの位置他かなりの変更となった。エンジンは当初4T-GT型エンジンだったが、ル・マン遠征後の富士500マイルから3S-G 型エンジンに変更された。トムス（2台）、童夢、チームイクザワから計4台が参戦した。

## 戦績
86Cのデビュー戦は全日本耐久第2戦富士1000kmでトムスの36号車と童夢のみ使用した。36号車は21周目にオーバーヒートでリタイア。童夢車は快調にレースを進め2位をキープしていたが、終盤にローラ・T810/日産と接触して順位を下げ4位でゴールした。
86Cの2戦目のレースはル・マン24時間でトムス、童夢各1台ずつの出場。トムスは深夜にエンジントラブルでリタイアしたが、童夢は順調に走行し、30位スタートから2日目朝には7位まで順位を上げていた。その後オーバーヒートで1時間のピットストップの後、11位まで順位を下げながらも走行を続けたがゴールまで残り1時間でリタイアした。リタイアに終わったものの童夢の295周という周回数は、この年の日本勢最上位・16位のマーチ・85G/日産の284周を上回るものであった。
ル・マンから帰国後の全日本耐久第3戦富士500マイルから、これまでトムス・85Cで全日本耐久に出場していたトムス35号車、イクザワも86Cを使用するようになった。トムス36号車がこのレースから3S-G型エンジンを実戦投入した。レースはイクザワが7周目のストレートでタイヤがバーストするアクシデントで、童夢は58周目にオーバーヒートでそれぞれリタイア。3S-Gエンジン搭載のトムス36号車は最初のピットストップまでトップを走っていたが、その後順位を落とし86周目にエンジントラブルでリタイアした。12位スタートのトムス35号車は4位に入賞した。
全日本耐久第4戦鈴鹿1000kmには、富士500マイルで86Cを大破させたイクザワは85Cで出場。トムスの2台と童夢が86Cで出場した。3S-Gエンジンは引き続きトムス36号車のみ使用。童夢車はこのレースからリヤウイングを独立化させるモディファイを施してきた。レースはトムス36号車はオープニングラップにピットウォールに接触して0周リタイア。童夢も106周目サスペンショントラブルでリタイア。13位スタートのトムス35号車は3位でゴールしたが、レース後に2位のトラスト・ポルシェが車両違反で失格になり2位に順位が繰り上がった。
世界選手権を兼ねた全日本耐久第5戦WEC-JAPANでは、イクザワが再び86Cを使用し4台の86Cが出場した。このレースからトムス36号車に加え童夢、イクザワも3S-Gを使用するようになった。トムスは35、36号車に加えてホイールベースを100㎜延長した3S-Gエンジン専用のシャシー、36Tを用意した。この36Tでトムスは翌年からF1進出が決まっていた中嶋悟の手により2位以下を2秒近く離すタイムで予選トップタイムをマークしたがFISAはこれを無効とした。FISAは「Tカーというものは存在しない。正しくはリザーブカーといい、本来のマシンに問題があった場合、申請があった時点からリザーブカーの使用が認められる」とした。トムスは36号車と36Tを交互に走らせており、36Tはリザーブカーとしては認められなかった。
レースは、序盤トムス36号車が上位に付けるも、カウルトラブルで後退、9位完走に留まった。イクザワ車は富士500マイルに続いてのタイヤバーストでリタイア。トムス35号車は24位、童夢も28位と振るわなかった。
全日本耐久の最終戦富士500kmもWECと同じく4台の86Cが出場したが、トムスの2台はリタイア。童夢6位、イクザワは9位に終わった。トヨタ勢の最上位は85Cを使用するオートビューレックの5位だった。
結果は伴わなかったが、この86Cの実績が翌年のトヨタ・87Cで開花することになる。
尚1987~1988年に、オートビューレックが86Cに3S-Gエンジンを搭載してJSPCに参戦したが目立った成績は残していない。また1987年以降、この86Cシャシーにフォード・DFLを搭載するマシンが、米山二郎の手によりJSPCのC2クラスに参戦した。